# César Cordero Moscoso
César Augusto Cordero Moscoso (Cuenca, 7 de junio de 1927-Cuenca, 4 de febrero del 2023) fue un exsacerdote católico ecuatoriano fundador de la Universidad Católica de Cuenca, de centros de educación básica y media y de medios de comunicación. Fue acusado en 2010 de la violación a varios niños (repetidas veces) ocurrida hace más de 50 años; el caso salió a la luz pública en el año 2018 y fue expulsado del sacerdocio el 4 de octubre de 2018.

## Biografía
César Augusto Cordero Moscoso nació el 7 de junio de 1927 en la ciudad de Cuenca, Ecuador. Hijo del abogado Ricardo Cordero Espinosa y de Elena Moscoso Tamariz, quedó huérfano en su niñez, pero creció al amparo de su tía Jesús Cordero Dávila y de su primo sacerdote Miguel Cordero Crespo. Es nieto del poeta y expresidente de la República Luis Cordero Crespo.
Fue ordenado sacerdote católico el 8 de noviembre de 1953. Es licenciado en Humanidades por la Universidad de Cuenca, doctor y magíster en Sicología Pedagógica, especializado en Lima y París. Fue nombrado monseñor arkimandrita de la Iglesia Ortodoxa Cristiana en 1992.
En 1970 fundó la Universidad Católica de Cuenca con apoyo del gobierno del presidente José María Velasco Ibarra, de la cual fue rector hasta el 2013.

### Acusación de pederastia
Fue acusado formalmente de violación sexual a niños en el año 2010 por Jorge Palacios, un hombre de 55 años que afirmó haber sido violado por el cura Cordero desde los cinco hasta los 14 años de edad. La denuncia no tuvo efectos legales y la volvió a hacer de forma pública en 2018. Luego de esta denuncia se sumaron varias acusaciones más, razón por la cual el Vaticano envió para que investigue el caso a Jorge Ortiz de Lazcano, un presbítero de origen español radicado en Chile que tiene experiencia en este tipo de investigaciones, pues participó en el sonado caso Karadima. El informe del enviado del Vaticano detalló que los testimonios de las víctimas y del propio acusado dan muestras verosímiles de las denuncias, por tanto se resolvió suspender a Cordero del ejercicio del ministerio público y el caso fue enviado a la Santa Sede para continuar con el proceso. La Universidad Católica de Cuenca, fundada por Cordero, resolvió por su parte retirarle el título de rector honorífico.
En abril de 2018, el Concejo Cantonal de Cuenca acordó otorgar la insignia Santa Ana de los Cuatro Ríos a César Cordero Moscoso, que se entrega a quien "haya prestado trascendentales servicios a la ciudad o hubiere ofrecido importante colaboración a la Municipalidad”. A los pocos días, María Palacios, hija de una presunta víctima, protestó y pidió reconsiderar esa decisión debido a las denuncias de pederastia en contra de Cordero. Medios de comunicación se hicieron eco del caso y el Concejo Cantonal de Cuenca fue convocado para analizar el homenaje a Cordero, pero esta sesión no se cumplió debido a que Cordero envió una carta en la que desistía del reconocimiento por motivos de salud.
Cordero negó las acusaciones durante la investigación del Vaticano y dijo que los abusos se dan por "una cierta complicidad" de las víctimas, a quienes además llamó "malhechores" y "enemigos de la Iglesia".

#### Reacciones
El 28 de mayo de 2018 fue retirado el monumento de César Cordero, ubicado en la sede central de la Universidad Católica de Cuenca, por decisión de la institución, debido a los actos de vandalismo que sufría la estatua. Así mismo, fue retirada la efigie de Manuel de Jesús Serrano Abad, que se encontraba a un costado del monumento al sacerdote, por posible confusión de los vándalos entre las figuras.
El Concejo Cantonal de Cuenca resolvió por unanimidad el 11 de junio de 2018 retirar a Cordero la presea Hermano Miguel, que le había otorgado en 1981 por su aporte a la educación. El 28 de junio, la Cámara Provincial del Azuay hizo lo mismo, también por unanimidad, con la presea Huayna Cápac, que Cordero había recibido en el año 2004.

#### Reducción al estado laical
La Iglesia católica resolvió el 4 de octubre de 2018 separar a Cordero del estado clerical "de manera permanente y perpetua", luego de cumplir el proceso canónico iniciado en abril del mismo año por las acusaciones de pederastia en su contra. Esta es la máxima pena que la Iglesia puede aplicar en estos casos, según la arquidiócesis de Cuenca.

### Fallecimiento
Falleció en la madrugada del 4 de febrero del 2023, después de una larga enfermedad, confirmada por sus familiares en sus redes sociales.

## Condecoraciones
Entre los reconocimientos que ha recibido César Cordero Moscoso están los siguientesː
- Medalla “Vicente Rocafuerte” del Congreso Nacional y al “Mérito Educativo de I Clase” del Gobierno Ecuatoriano.
- Presea de la Orden Andrés Bello del Gobierno de Chile.
- Medalla al Mejor Educador del Rotary Internacional.
- Trofeo de la Cultura del Parlamento Mundial de los Estados Palermo, Italia.
- Medalla “Hermano Miguel” del Municipio de Cuenca. (Retirada).[20]
- Medalla “Consejo Provincial” de Cañar.
- Medalla “Huayna Capac” del Consejo Provincial del Azuay. (Retirada).[20]
- Preseas de los Municipios de Azogues, Biblián, Méndez, Macas y Déleg.
- Parque y monumento en Méndez, Azogues y Surampalti con su nombre.
- Insignias de la Universidad Católica de Cuenca, de la Extensión de Azogues y del Colegio “Miguel Cordero Crespo”.
- Medalla de los Legisladores de la Provincia de Napo.
- Botón de Oro de la Paz, Seúl, Corea.
- Cruz y anillo de Obispo Titular de Nazareth de la Iglesia Ortodoxa Cristiana.
- Primer Recipiendario de la Medalla “César Andrade y Cordero” del Magisterio Azuayo.
- Pluma de Oro de la Familia Cordero.
- Medalla “Leonidas Ortega Moreira” y Pluma del Periodismo Guayaquileño.
- Medalla “Eugenio Espejo” de la Confederación Ecuatoriana de Periodistas.
- Insignia de la Federación Iberoamericana de Periodismo.
- Medalla al Mérito Educativo del Parlamento Ecuatoriano.
- Seis Doctorados Honoris Causa de México, Estados Unidos, Inglaterra, Bélgica y Chile.
- Ciudadano Honorario del Estado de Arkansas, decreto del Gobernador Bill Clinton, después Presidente de los Estados Unidos de América.
- Profesor Honorario de las Universidades de Arkansas y North California, USA y de Warsaw, Polonia.